# Gants Hill (metropolitana di Londra)
Gants Hill è una stazione dalla linea Central della metropolitana di Londra.
Gants Hill è la stazione più a oriente dell'intera metropolitana ad essere interamente sotterranea.

## Storia
La costruzione della stazione di Gants Hill cominciò negli anni trenta come parte del New Works Programme del 1935-40, che prevedeva l'estensione della linea Central da Liverpool Street verso Leyton, dove si sarebbe collegata con i binari della London & North Eastern Railway (LNER), della quale avrebbe rilevato i servizi passeggeri suburbani fino a Epping e oltre, sulla diramazione di Ongar. La sezione della LNER nota come Fairlop loop (e oggi chiamata Hainault loop) tra Woodford e Newbury Park sarebbe anch'essa passata alla linea Central, con l'esclusione del tratto a sud di Newbury Park fino a Ilford e a Seven Kings sulla Great Eastern Main Line.  Per rimpiazzare la linea interrotta a sud di Newbury Park, il progetto prevedeva la costruzione di una sezione di tunnel fra Leytonstone e Newbury Park, con nuove stazioni da costruire a Wanstead, Redbridge e Gants Hill.
La sezione sotterranea era quasi completa nel 1940, ma a causa della seconda guerra mondiale venne ritardata e infine interrotta nel giugno 1940. Durante la guerra, la stazione è servita come rifugio antiaereo, mentre le gallerie sono state usate come fabbrica di munizioni dall'industria difensiva Plessey. La fabbrica aprì nel marzo 1942; la produzione continuò fino al 1945. La fabbrica si estendeva per quasi cinque miglia e uno spazio coperto di quasi 28.000 metri quadri.
La costruzione della linea riprese dopo la fine della guerra. Gants Hill, fu infine, completata ed aperta al pubblico il 14 dicembre 1947.
Nel progetto iniziale, i possibili nomi della stazione sarebbero dovuti essere "Ilford North" o "Cranbrook"

## Strutture e impianti
La stazione, come le stazioni di Wanstead e Redbridge, dello stesso ramo, fu disegnata dal noto architetto Charles Holden. Durante il periodo di progettazione, Holden aveva dato consigli agli architetti della nuova metropolitana di Mosca; è per questo motivo che le volte a botte delle sale della stazione ricordano varie stazioni della metropolitana della capitale russa aperte nel 1935, come Krasnye Vorota, Ochotnyj Rjad e Čistye Prudy.
La stazione è dotata di tre scale mobili che collegano la biglietteria con i binari. È situata al di sotto della Gants Hill Roundabout, ed è raggiungibile attraverso vari sottopassi posti al di sotto della rotatoria. Non ha un edificio di superficie, ma solo alcune basse strutture collocate nella rotatoria che forniscono illuminazione e ventilazione alla biglietteria sotterranea.
La stazione rientra nella Travelcard Zone 4.
A differenza di Redbridge, la stazione non è un monumento classificato, malgrado esperti di architettura ne abbiano sottolineato le "qualità distintive". Di recente è stata avanzata la proposta di includerla nella lista dei monumenti di Grado II, per la sua elegante sezione sotterranea e per la rarità di non avere edifici di superficie.

## Interscambi
Nelle vicinanze della stazione effettuano fermata numerose linee urbane automobilistiche, gestite da London Buses.
- Fermata autobus
- Stazione taxi[10]

## Galleria d'immagini

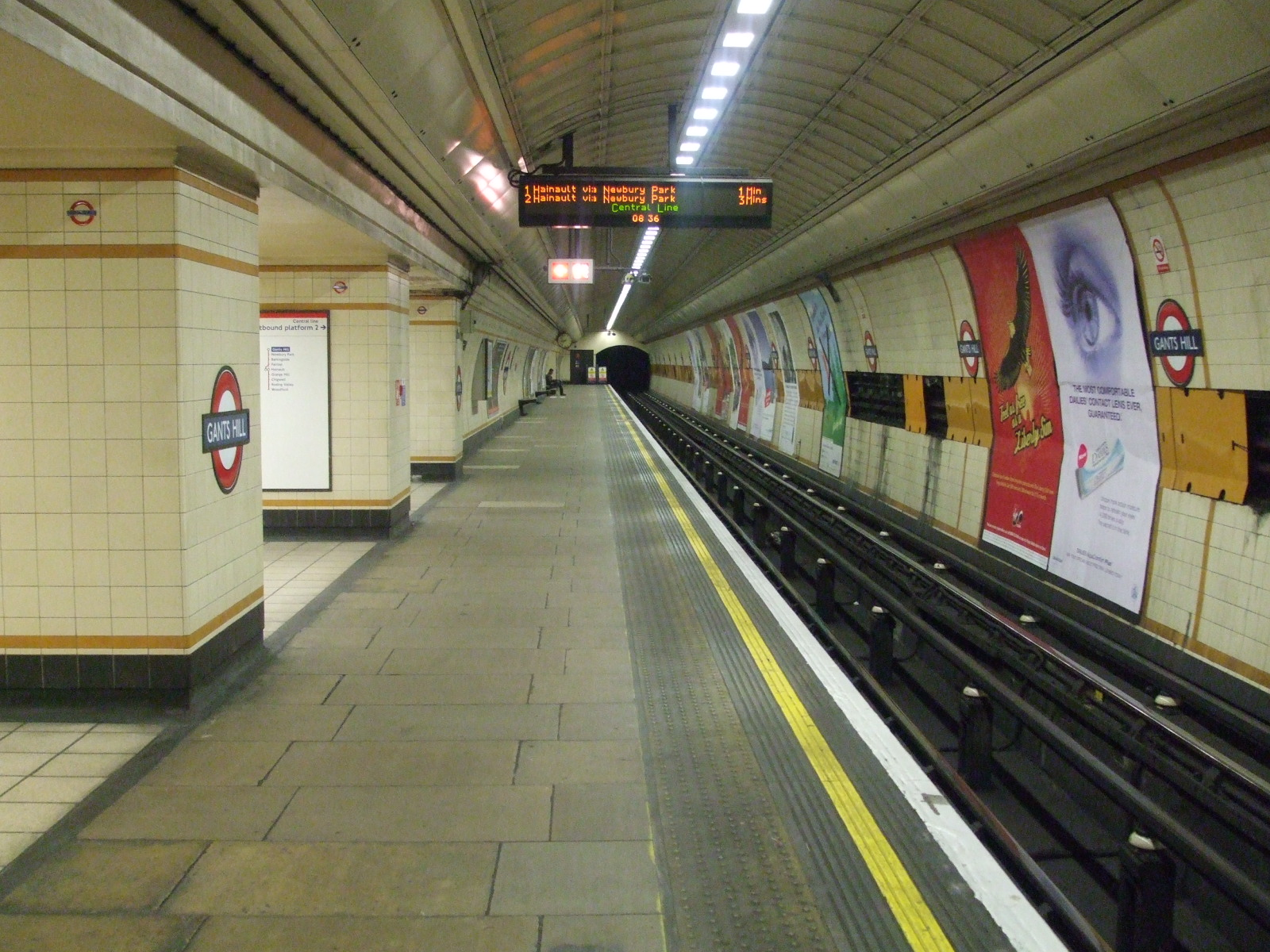
Binario in direzione est
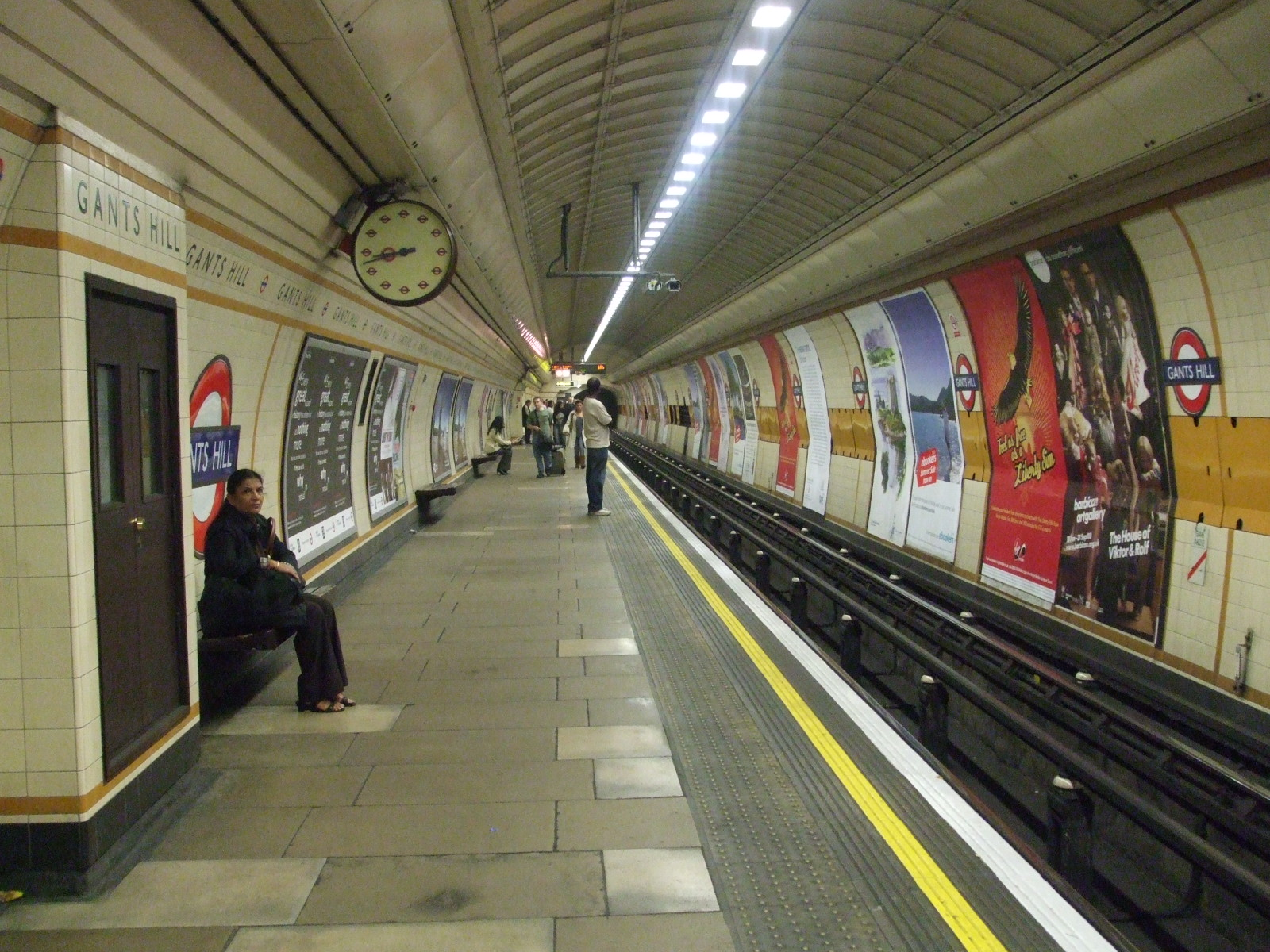
Binario in direzione ovest
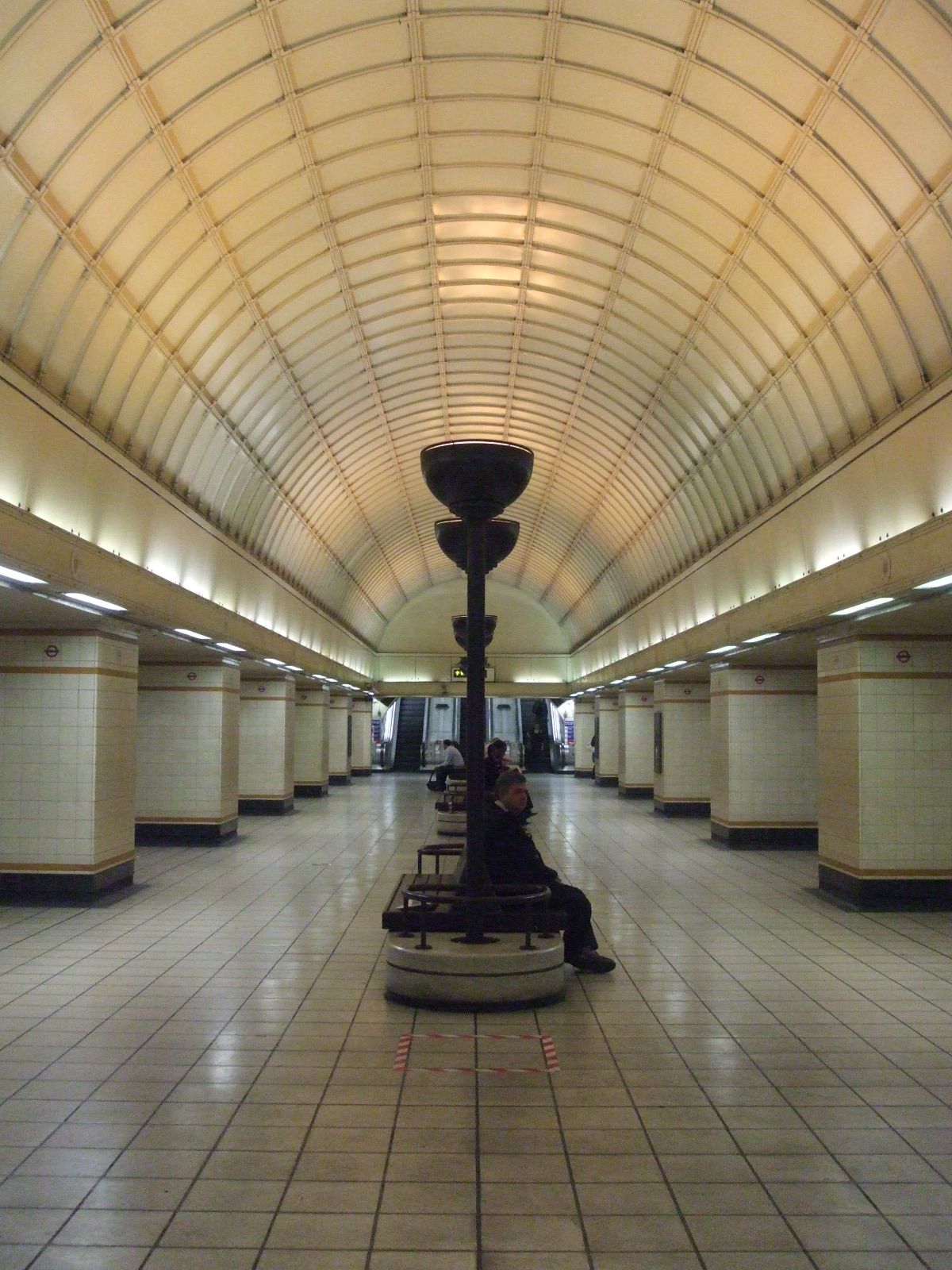
La zona di accesso sotterranea
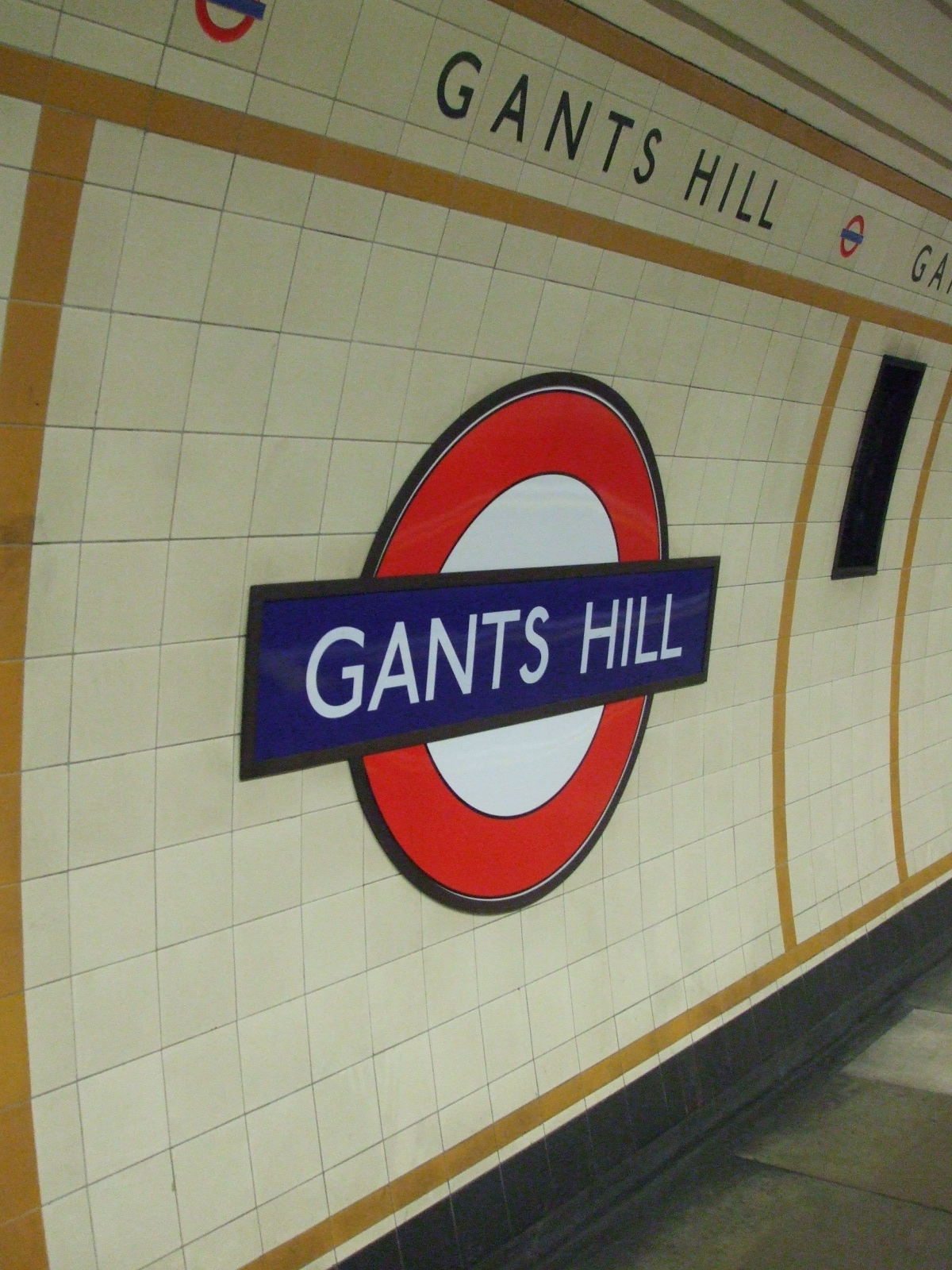
Roundel sulla piattaforma
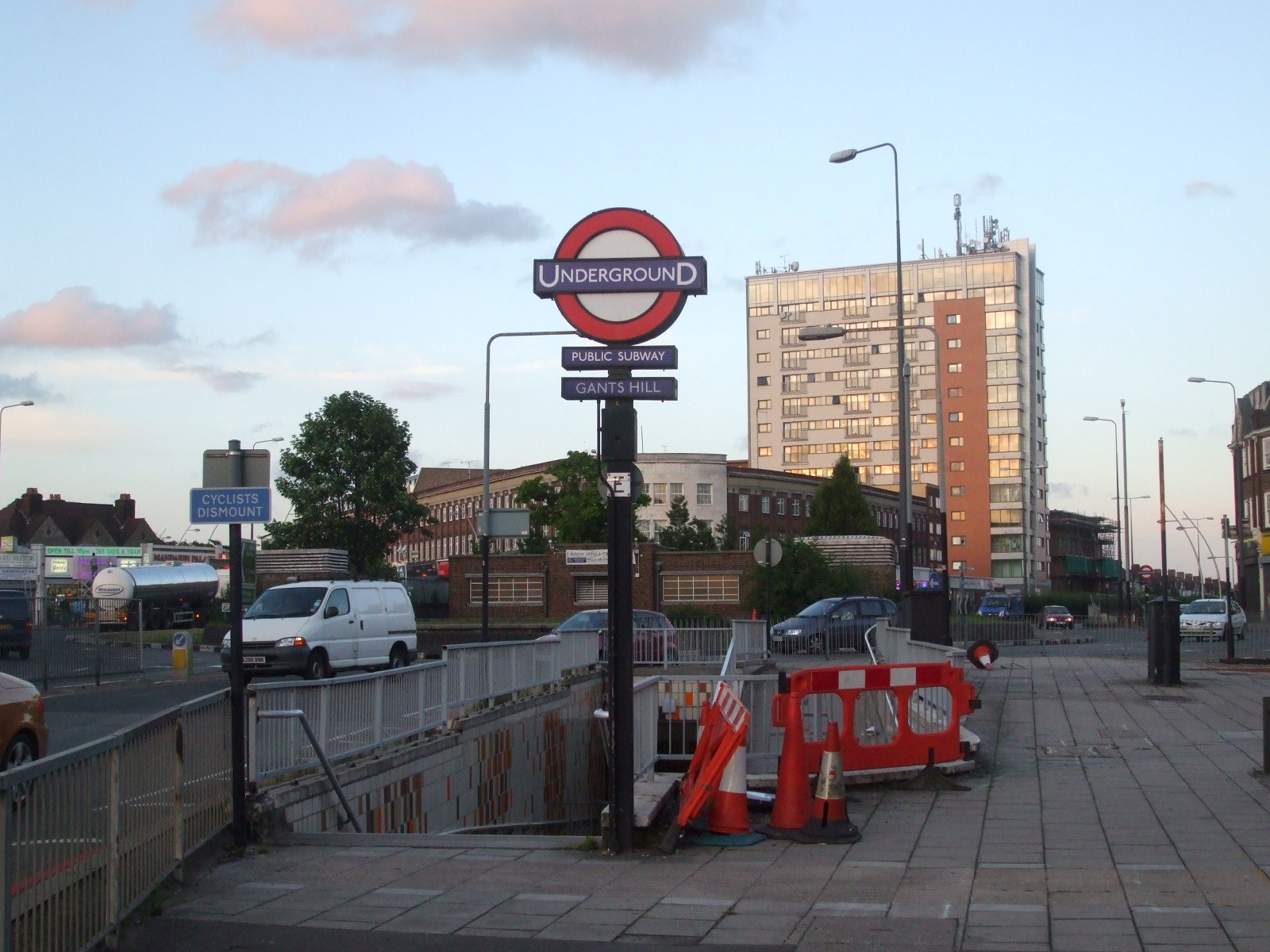
Entrata sud-ovest